# Giuseppe Patrucco
Giuseppe Patrucco (ur. 4 lutego 1932 w Turynie) – włoski piłkarz, grający na pozycji obrońcy.

## Kariera piłkarska
Wychowanek Juventusu, w barwach którego w 1950 rozpoczął karierę piłkarską. Potem został wypożyczony do klubów Siracusa i Genoa. W latach 1953–1956 bronił barw Sanremese, skąd w sezonie 1956/57 został wypożyczony do Parmy. Następnie wrócił do Juventusu. W 1958 przeszedł do Monzy. Od 1960 do 1963 występował w Chieri.

## Sukcesy i odznaczenia

### Sukcesy klubowe
Genoa
- mistrz Serie B (1x): 1952/53

Juventus
- mistrz Włoch (1x): 1957/58